# Plantagenet Cary (11e vicomte Falkland)
Pour les articles homonymes, voir Cary.
Plantagenet Pierrepont Cary, 11e vicomte Falkland (8 septembre 1806 - 1er février 1886) est un officier de la Royal Navy qui sert pendant la première guerre anglo-birmane.

## Biographie
Il est le deuxième fils de Charles Cary, 9e vicomte Falkland et de son épouse Christiana Anson. Le 9e vicomte est un capitaine de la Royal Navy décédé en 1808 des blessures subies en duel. Plantagenet Cary entre à la Royal Naval Academy le 10 août 1820 et embarque comme aspirant à bord du HMS Phaeton de Cinquième rang et fait son service dans les Antilles et en Méditerranée. En 1824, il est muté dans un autre cinquième rang, le Boadicea, et sert pendant la Première Guerre anglo-birmane .
Quittant les Indes orientales, il rejoint le Warspite puis le Wellesley en Méditerranée, ce dernier étant le vaisseau amiral du contre-amiral Sir Frederick Maitland. Cary réussit son examen de lieutenant en 1827 et, le 2 décembre 1829, prend une lieutenance sur le Dartmouth. Le 24 novembre 1830, il est nommé sur le Prince Régent, navire amiral du vice-amiral Sir John Beresford à Sheerness, et suit le drapeau de Sir John sur le Ocean le 27 janvier 1832. Il est nommé sur le nouveau Conway de sixième classe le 13 juin 1833 sous Henry Eden, et le 10 mars 1834, sur le Spartiate, navire amiral du contre-amiral Michael Seymour sur la station sud-américaine .
Il obtient sa deuxième commission le 31 octobre 1834. Le 23 février 1837, il est nommé au commandement du sloop Comus aux Antilles. Sous son commandement, elle capture l'esclavagiste Ingemane le 21 septembre 1837. Cary est promu au poste de capitaine le 9 mai 1839 et touche un demi-salaire. Il épouse Mary Ann Maubert (décédée le 2 janvier 1863) le 27 avril 1843; ils n'ont pas d'enfants . Grâce à des promotions sur la liste des retraités, il devient amiral en 1870.
Il succède comme vicomte Falkland à son frère Lucius Cary (10e vicomte Falkland) en 1884, mais il est lui-même décédé le 1er février 1886. Le titre est passé à son neveu, Byron Cary.